# HMS Rochester (1749)
Pour les autres navires du même nom, voir HMS Rochester.
Le HMS Rochester est un navire de ligne de quatrième rang de 50 canons de la Royal Navy, construit par les chantiers de Deptford (en) — Deptford est un quartier du Sud-Est de Londres, sur la rive sud de la Tamise — et lancé le 3 août 1749.

## Caractéristiques
Contrairement aux pratiques de l’époque, le Rochester n’a pas été construit suivant les standards de dimensions en usage (en l'occurrence, les modifications proposées en 1741 aux standards de 1719 (en)). Le Rochester et son « double », le HMS Bristol (en), mesurent 1,8 m de plus que le standard. Il s’agit d’un essai tenté pour combler les écarts grandissants entre les tailles des navires britanniques et celles des vaisseaux continentaux.
Le Rochester est finalement vendu par la Royal Navy en 1770.